# Hôn nhân cùng giới ở Tlaxcala
Hôn nhân cùng giới hiện hợp pháp ở bang Tlaxcala của México. Kết hợp dân sự, nơi cấp một số quyền của hôn nhân, đã có sẵn cho các cặp cùng giới kể từ ngày 12 tháng 1 năm 2017.

## Dư luận
Một cuộc thăm dò ý kiến năm 2017 được thực hiện bởi Gabinete de Comunicación Estratégica cho thấy 51% cư dân Tlaxcala ủng hộ hôn nhân cùng giới. 48% đã phản đối.